# Platja de Daimús
La platja de Daimús o dels Pedregals és una platja situada a l'est del nucli urbà de Daimús (la Safor). Es tracta de la platja més concorreguda del terme de Daimús, d'arena i amb disponibilitat de serveis i equipaments.

## Característiques i serveis
La Platja de Daimús es configura per un conjunt de platja i cordó dunar de dimensions variables, amb restinga residual de dunes mòbils al nord i sud de la platja. El cordó dunar està precedit per una plana litoral, que està ocupada al nord per zones agrícoles dominades pels cítrics, al centre per àrees degradades, edificació oberta d'alta i baixa densitat, i al sud per una xicoteta zona d'aiguamoll coincidint amb la desembocadura del Barranc de l'Assagador. La zona de platja, dunes, aiguamoll de l'Assagador, així com les zones amb influència fluvial en la Marjal del Nord de Daimús (també conegut com la Marjaleta) presenten un interés a nivell ambiental elevat. Es tracta d'una platja d'arenes fines a molt fines amb transport longitudinal poc definit, clarament regressiva, segons les observacions fetes entre 1947 i 1981.
Disposa d'un aparcament amb quasi 100 places. L'hospital més pròxim el San Francisco de Borja de Gandia, localitat en la qual està també el port esportiu més pròxim.